# Усікновення голови Івана Хрестителя
Усікнове́ння го́лови Іва́на Хрести́теля або Усікнове́ння глави́ Іва́на Предте́чі (дав.-гр. Ἀποτομὴ τῆς Τιμίας Κεφαλῆς Ἰωάννου τοῦ Βαπτιστοῦ) — біблійна подія, яку різні християнські церкви вшановують як пам'ятний день 29 серпня. У цей день призначено суворий піст. Історія ця описується у Біблії Мт. 14:1-12, Мр. 6:14-30 та у Лк. 9:7-10. Церква шанує Івана Предтечу вище за всіх святих, після Богоматері.
Відповідно до Нового Заповіту, Ірод Антипа, правитель Галілеї під час Римської імперії, ув'язнив Івана Хрестителя за те, що той публічно докоряв Іроду за розлучення з першою дружиною та незаконне взяття невістки (дружини свого брата) як другу дружину Іродіаду. Потім він наказав убити його, відтявши голову.
Як небіблійне джерело, єврейський історик Йосип Флавій також розповідає, що Ирод ув'язнив і вбив Івана, однак він зазначає, що справжньою причиною, яку Ірод мав для цього, був «великий вплив Івана на людей», який міг переконати «підняти повстання (бо вони, здавалося, були готові зробити все, що він порадить)». Далі Йосип Флавій стверджує, що багато євреїв вірили, що військова катастрофа, яка згодом спіткала Ірода, була Божою карою за його неправедне ставлення до Івана.

## Біблійна історія

Ікона усіченої голови Івана Хрестителя

Проповідь Івана Предтечі була не тривалою. Коли він приготував людей до пришестя Спасителя, то закінчив своє життя мученицькою смертю. Незабаром після хрещення Господнього Івана було ув'язнено галилейським царем Іродом. Цей Галилейський цар Ірод Антипа був сином того самого Ірода Великого, який убив 14 тисяч вифлеємських немовлят.
Іоан викривав царя Ірода в тому, що він за життя свого брата Филипа, одружився з його дружиною, Іродіадою. Іродіада розлютилася і озлобилася за це на Іоана і просила Ірода вбити його. Та Ірод не погоджувався на це, через те що вважав Івана за великого пророка і боявся народу, але, щоб догодити дружині, кинув Іоана у в'язницю. Іродіада не вдовольнилася цим, тим більше що сам Ірод прислухався до настанов Іоана і в багатьох випадках чинив згідно з його словами.
Минув майже рік. Коли Ірод святкував день народження, то влаштував бенкет для своїх вельмож, тисячників і старійшин галилейських. На бенкет прийшла дочка Іродіади (пасербниця Ірода) Саломія і стала вона танцювати, і догодила Іродові та тим що були на бенкеті, і так сильно, що Ірод сказав до неї: «Проси у мене чого хочеш», і клявся що віддасть їй навіть до половини свого царства.
Тоді вона вийшла і запитала у своєї матері, чого просити в Ірода? Іродіада відповіла: «Голову Іоана Хрестителя». Саломія швидко повернулась до Ірода і сказала: «Я бажаю, щоб ти мені зараз подав голову Іоана Хрестителя на таці».
Ірод засмутився, але не міг при гостях порушити клятву; і він послав воїна до в'язниці щоб відсікти голову Іоанові. Воїн, виконавши наказ царя, приніс на таці голову Іоана Хрестителя і віддав Саломії, а Саломія віднесла своїй матері Іродіаді.
Коли почули про це ученики Івана Хрестителя, прийшли, взяли тіло його і поховали.

## Згадки у Євангеліях
|  | Почув про те цар Ірод, бо ім'я Ісуса стало відоме повсюдно. Дехто казав: «То Іван Хреститель воскрес із мертвих, і тому дива підвладні йому». Інші стверджували: «То Ілля». А ще інші гадали: «То пророк, такий, як були в давні часи». А коли про все це почув Ірод, він сказав: «Іван, якому я відтяв голову, повстав із мертвих». То ж сам Ірод віддав був наказ схопити Івана й кинути його до в'язниці. Те сталося через Іродіаду, дружину Іродового брата Пилипа. Бо Ірод узяв з нею шлюб. А Іоан наполягав: «Не годиться тобі брати за себе дружину брата свого». Й Іродіада затаїла лють на Івана й хотіла вбити його. Але нічого вдіяти не могла, оскільки Ірод боявся Іоана, знаючи його як чоловіка праведного й святого, і оберігав його. Слухаючи Івана, Ірод був збитий з пантелику, але водночас він отримував втіху. Та от настав сприятливий день. На свій день народження Ірод запросив на обід своїх урядовців, воєначальників і найможновладніших людей Ґалилеї Коли ввійшла дочка Іродіади й дуже догодила своїм танком Іродові та його гостям, цар звернувся до неї: «Проси все, що побажаєш. І я дам тобі». І він поклявся їй: «Я дам тобі все, що попросиш — хоч півцарства!» Та вийшла й запитала в матері: «Що мені попросити?» І мати їй сказала: «Голову Івана Хрестителя». Дівчина тут же кинулася до царя й зажадала: «Я бажаю, щоб ти мені зараз подав голову Івана Хрестителя на таці». Цар дуже засмутився, але через клятву й через гостей своїх не хотів їй відмовити. То він негайно послав ката з наказом принести Іоанову голову. І той пішов та відтяв голову Іванову і приніс її на таці й віддав дівчині, а вона віддала її своїй матері. Коли Іванові учні почули про те, вони прийшли й забрали його тіло та поклали у склеп. Посходилися до Ісуса апостоли й розповіли про все, що вони зробили, чого людей вчили. |

|  | Аж почув про все, що діється, тетрарх Ірод. Він був збентежений, бо дехто казав, що це Іван повстав з мертвих. Від інших було чути, що це явився Ілля. Ще інші твердили, що то воскрес один із пророків давніх часів. Та Ірод сказав: «Я стяв голову Іванові. То хто ж це такий, про кого я стільки всякого чую?» І він усе прагнув побачити Ісуса. Коли апостоли повернулися, вони розповіли Ісусові про все, що зробили. Узявши їх із Собою, Ісус потай вирушив до міста Вефсаїди. |

|  | На той час до Ірода, правителя Ґалилеї, дійшла чутка про Ісуса. Він сказав своїм слугам: «Насправді цей чоловік є Іоаном Хрестителем, що воскрес із мертвих і тому має таку чудодійну силу». Це ж Ірод іще раніше схопив Іоана, закував його в кайдани й кинув до в'язниці. Зробив він це, бо Іродіада, жінка брата Іродового Пилипа, забажала цього. Іоан попереджав Ірода: «Не годиться жити з нею», а Ірод не слухався Іоана, хотів убити його, однак боявся людей, бо вони вважали того пророком. Та коли настав день народження Ірода, дочка Іродіади танцювала перед ним і гостями та так догодила йому, що він пообіцяв виконати будь-яке її бажання. Мати навчила її сказати: «Дай мені голову Іоана Хрестителя на тарілці». Цар, хоч і був засмучений, але вже дав обіцянку в присутності гостей своїх, що сиділи за столом, тож наказав виконати прохання дівчини. Він послав людей до в'язниці, щоби стяли голову Іоанові. Голову Іоана принесли на тарілці й віддали дівчині, а та віднесла її своїй матері. І прийшли, почувши про це, учні Іоанові, забрали тіло його й поховали. Потім вони пішли до Ісуса й розповіли про все, що сталося. Довідавшись про це, Ісус поплив на човні до безлюдного місця, щоб побути на самоті. Та коли люди дізналися, де Він, то пішли слідом за Ним зі своїх міст. |

## Традиції

### Народні вірування
У цей день, за народними повір'ями, не можна різати нічого, що зовні нагадує голову, навіть хліб треба ламати руками, а не різати ножем. Також в народі вважається, що це один-єдиний день протягом року, коли варити та їсти борщ — великий гріх. У народі кажуть: «Якщо зрізати головку капусти в цей день, то може потекти кров». Під час свята не можна їсти круглі фрукти та овочі: яблука, капусту, картоплю (їхня форма нагадує відрубану голову Предтечі), а також червоні помідори, кавуни, бо вони нагадують кров святого. Відтак не можна їсти й будь-що на блюді — на ньому лежала голова Івана Предтечі. Картоплю варили в «мундирах», гарбузи пекли, хліб відламували руками. Їли тільки пісні страви або й зовсім не їли. Цього дня заборонялося співати й танцювати. Тому що за допомогою пісень і танців Іродіада домоглася страти Хрестителя. За народним повір'ям в цей день ті, хто мучився головними болями, просили зцілення. Також цього дня збирали коріння цілющих трав, якими лікували головні болі, безсоння та психічні розлади у людей.
Дехто з духовенства Православної церкви не підтримує такі традиції та засуджує такі звичаї і називає їх забобонами і гріхом і радить замість дотримання цих забобонів постити та відвідати богослужіння у церкві. Священик Георгій Коваленко каже що «такі забобони — це свідчення відсутності релігійної освіти». Утім такі звичаї не суперечать жодним офіційним православним догматам чи канонам.
У деяких регіонах України це свято називали: Іван Пісний. Але найбільш поширеною назвою була Головосіка.

## Інші свята, присвячені Івану Хрестителю
На честь Івана Хрестителя встановлено також наступні свята:
- 23 вересня — Зачаття Івана Хрестителя[ru];
- 7 січня — Собор Предтечі та Хрестителя Господнього Івана;
- 24 лютого — перше і друге Знайдення голови Івана Хрестителя[ru];
- 25 травня — третє Знайдення голови Івана Хрестителя[ru];
- 24 червня — Різдво Івана Предтечі — велике свято.

## Зауваження
1. ↑  Деякими православними церквами святкується 29 (11) вересня за юліанським календарем, зокрема Єрусалимською, Російською, Сербською, Грузинською, Польською і Македонською православними церквами. У зв'язку з календарною реформою українських церков у 2023 році відзначалося 30 серпня (ПЦУ), 10 або 17 вересня (УГКЦ)